# 山达穆尼佛塔
山达穆尼佛塔，正式名称是南迈邦达宫山达穆尼佛塔（နန်းမြေဘုံသာစံ နန်းတော်ရာ စန္ဒာမုနိဘုရား），位于缅甸曼德勒的曼德勒山脚下，居于固都陶佛塔和皎多枝佛塔之间，由贡榜王朝敏东王主持建于1874年。塔内供奉一尊重18563.2公斤的铁佛像，于1802年由波道帕耶下令铸造。

## 历史
山达穆尼佛塔的原址是南迈邦达宫（နန်းမြေဘုံသာ），是曼德勒王宫建成前的行宫。山达穆尼佛塔是敏东王为纪念弟弟加囊親王而建，于1874年完工。加囊亲王作为支持敏东王的改革派王族，于1866年，在南迈邦达宫附近遭敏贡親王、敏空岱親王等人殺害:61，于是敏东王将南迈邦达宫改建为佛塔，将被杀害的加囊亲王、萨古亲王（Sagu）、马伦亲王（Malun）、曼宾亲王（Maingpyin）埋葬于此。敏东将一尊由波道帕耶下令铸造的铁佛像由阿马拉布拉移送至塔内供奉。“山达穆尼”（စန္ဒာမုနိ）是缅甸传说中的一位女妖，将自己的乳房献给了佛陀。佛陀預言山达穆尼將轉世為护法明君，在曼德勒山腳下建城，因而修建曼德勒城的敏东王就被视为这位转世明君。
1913年，隐士吴坎迪在山达穆尼佛塔院内刻印了1772块巴利三藏大理石碑，置于白色塔林之中。
1991年起，当局展开修缮工程，建成了吴坎迪时代未完工的塔林，并拆除了加囊墓，将之改建为纪念碑。

## 图册

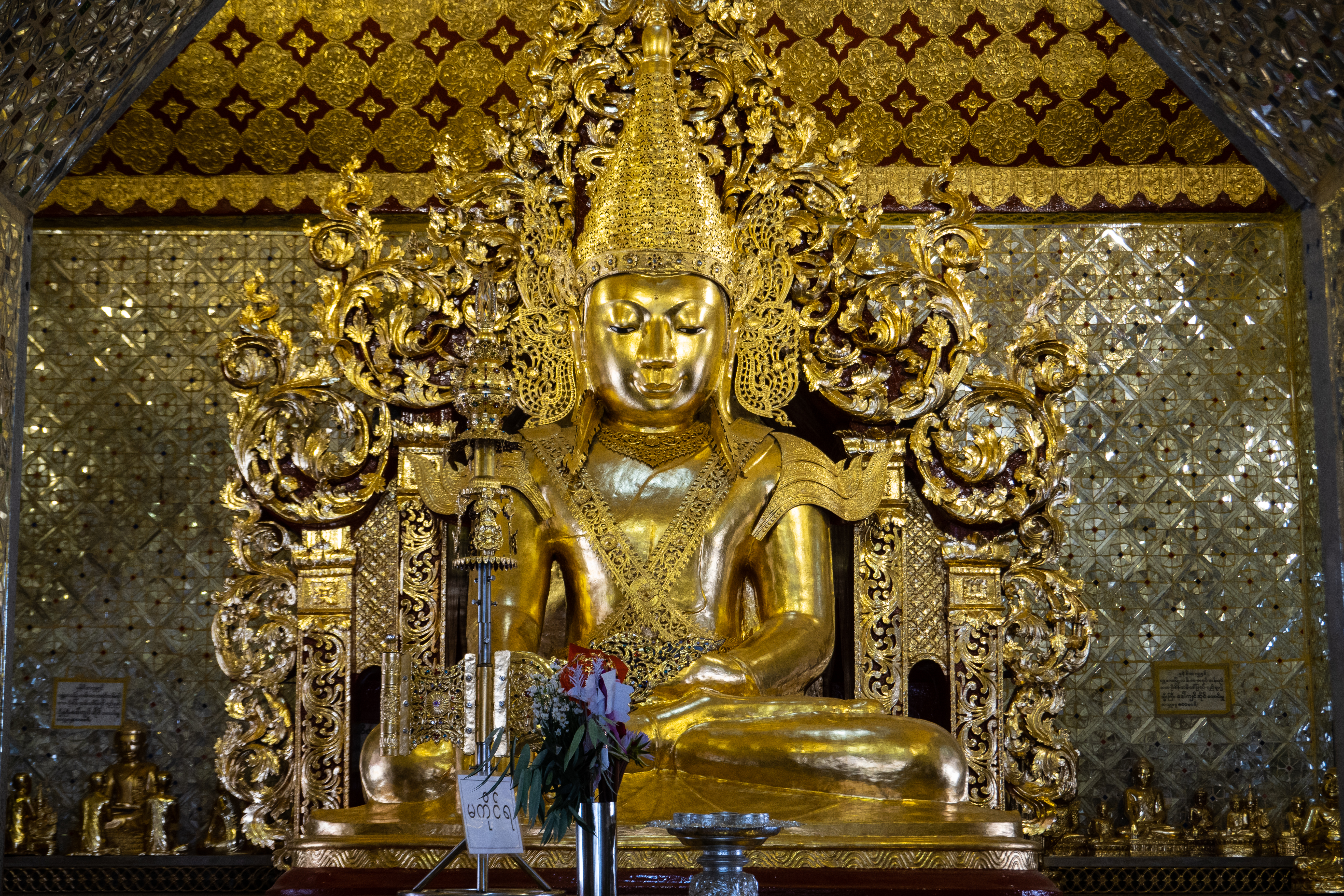
通体贴金的铁佛像
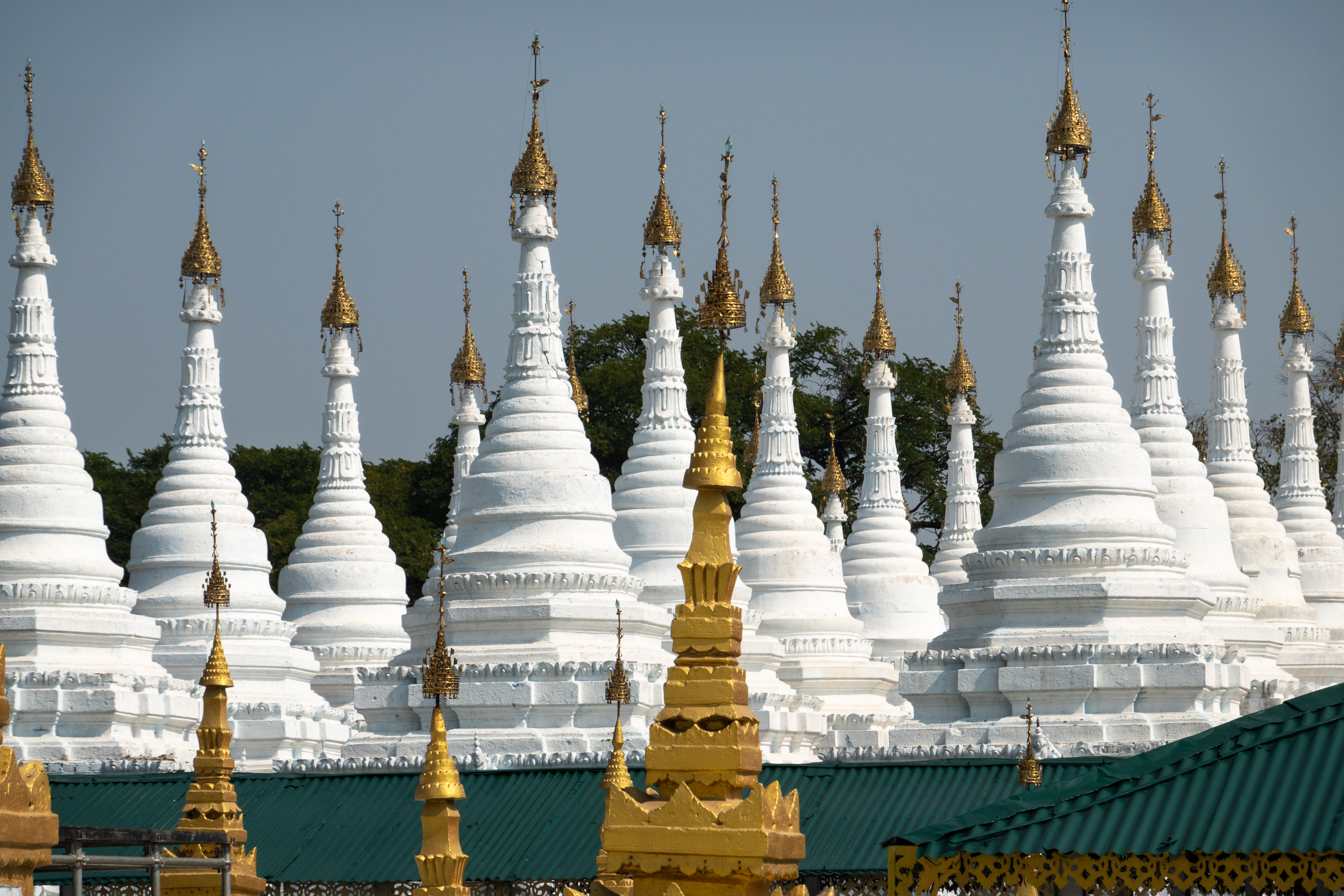
三藏石碑塔林
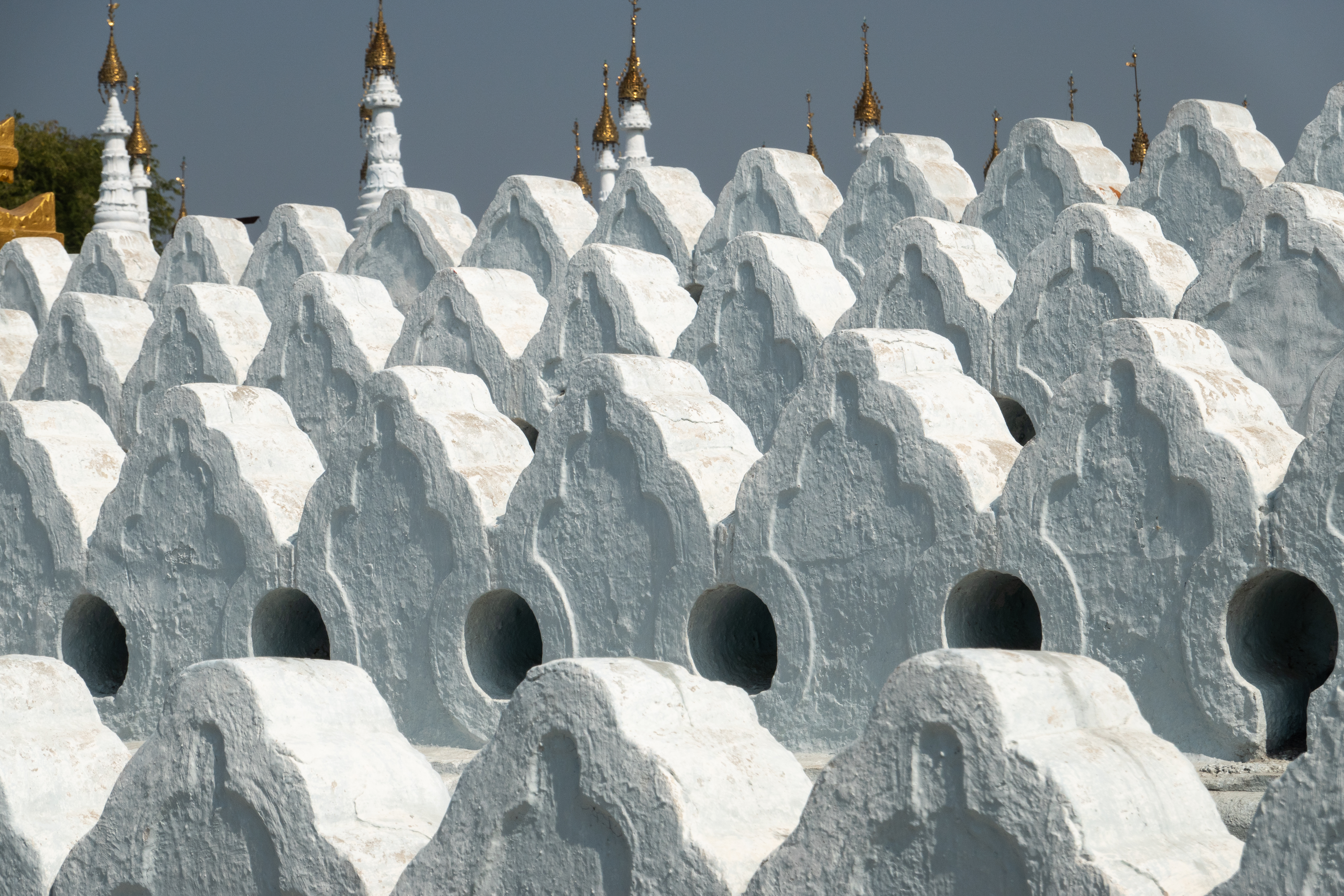
三藏石碑塔林
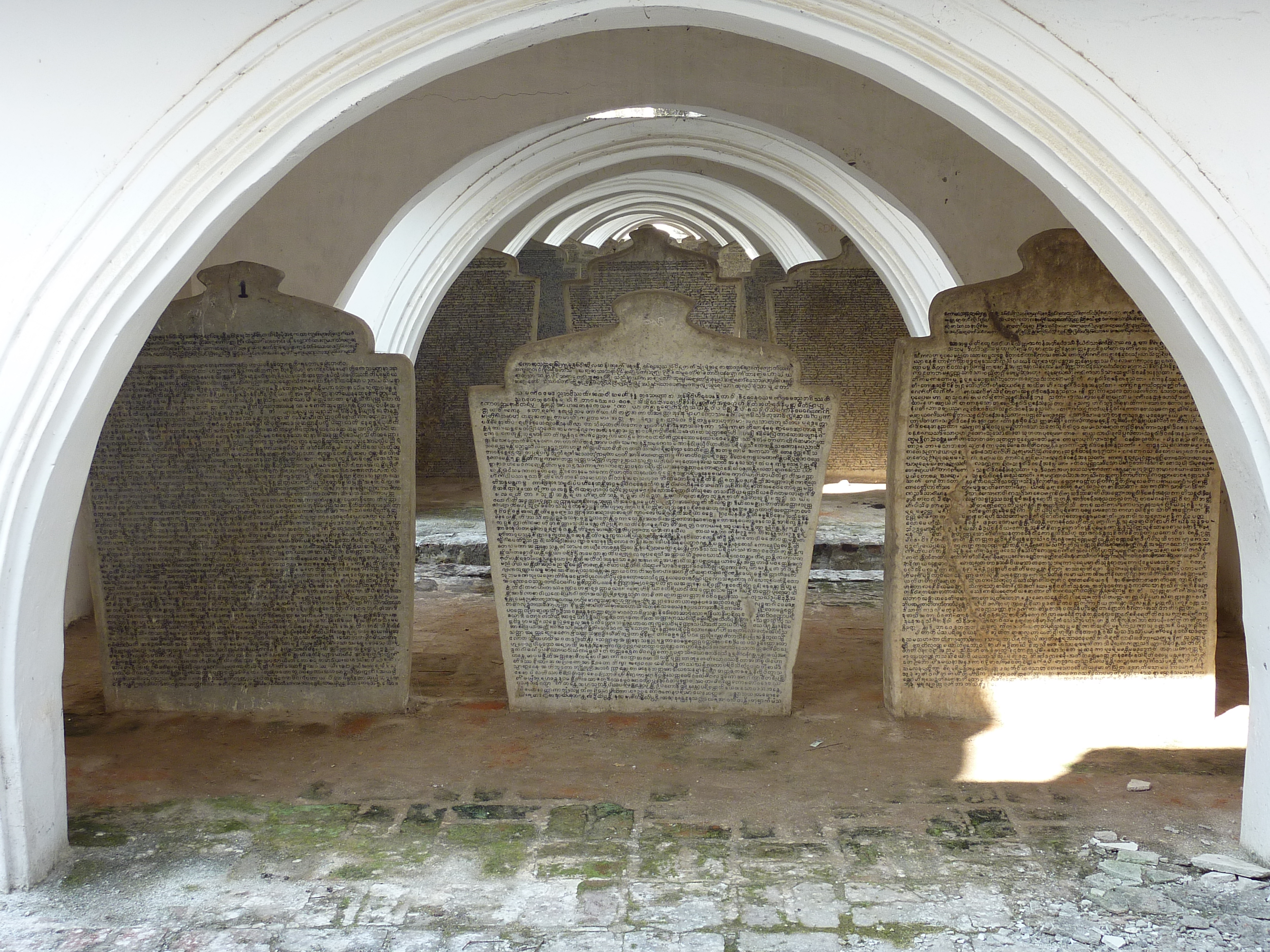
三藏石碑